# Cantone di Amiens-4 (Est)
Il Cantone di Amiens-4 (Est) era una divisione amministrativa dell'arrondissement di Amiens.
È stato soppresso a seguito della riforma complessiva dei cantoni del 2014, che è entrata in vigore con le elezioni dipartimentali del 2015.
Comprendeva parte della città di Amiens ed i comuni di:
- Longueau
- Camon